# Trochosa charmina
Trochosa charmina är en spindelart som först beskrevs av Embrik Strand 1916.  Trochosa charmina ingår i släktet Trochosa och familjen vargspindlar.
Artens utbredningsområde är Kamerun. Inga underarter finns listade i Catalogue of Life.